# Semelina nuculoides
Semelina nuculoides is een tweekleppigensoort uit de familie van de Semelidae. De wetenschappelijke naam van de soort is voor het eerst geldig gepubliceerd in 1841 door Conrad in Hodge.